# Mix-in

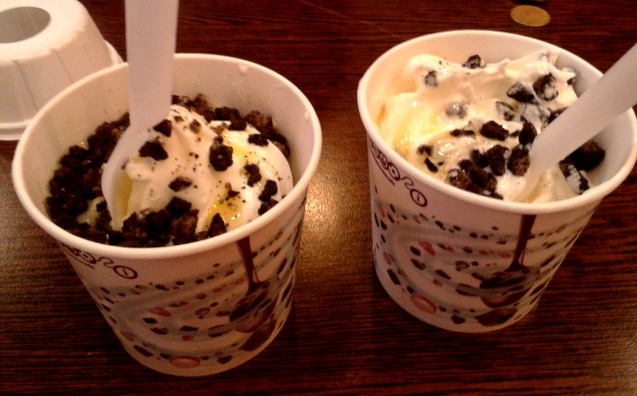
麦旋风

Mix-in是一类由冰淇淋和另一种食品（如糖果）混合制成的甜点。主要在冰淇淋店售卖，包括冰雪皇后的Blizzard和麦当劳的麦旋风就是Mix-in的代表产品。
Mix-in的概念在1973年由Steve's Ice Cream的Steve Herrell提出。